# 奧羅佩薩區 (基斯皮坎奇省)

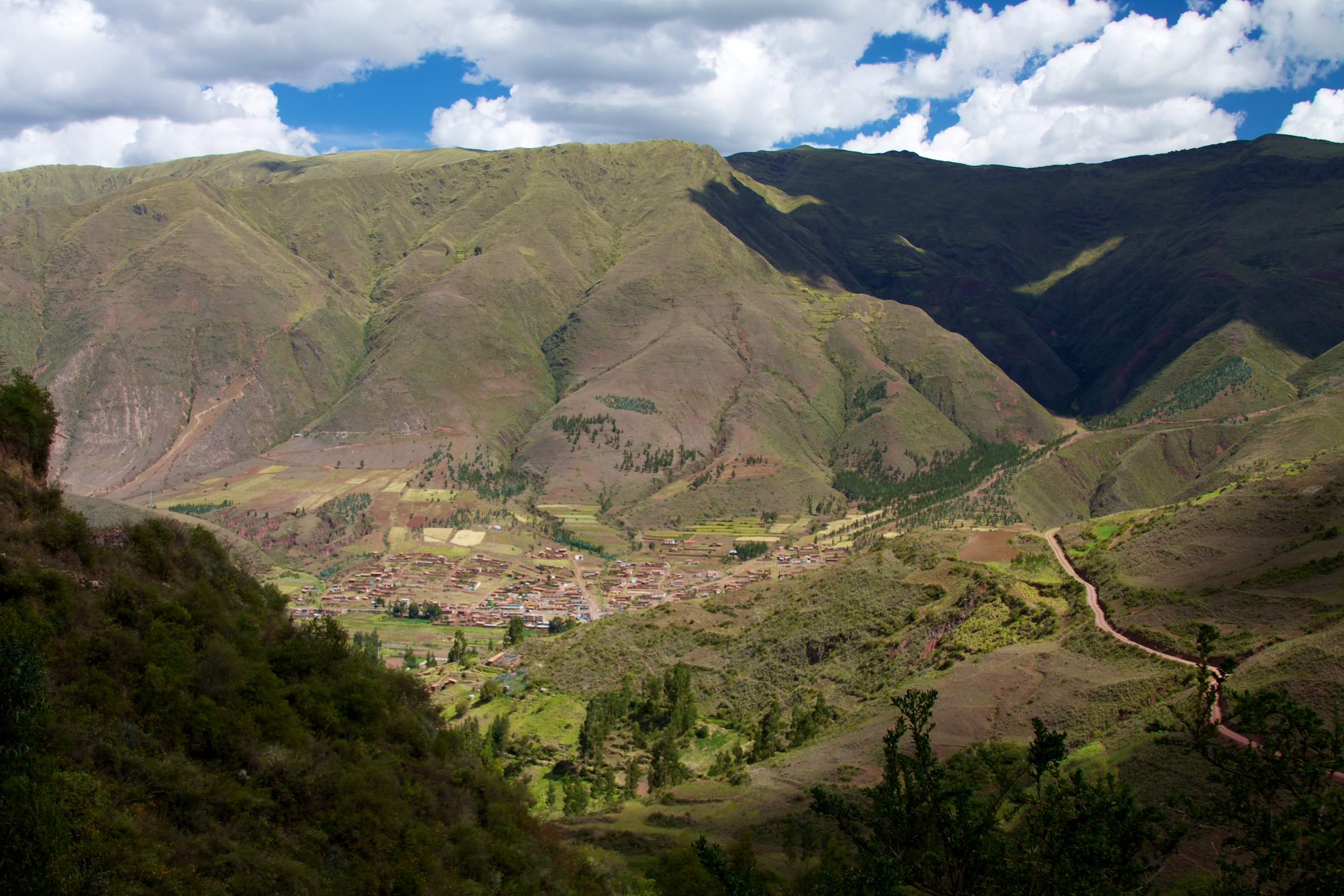

奧羅佩薩區（西班牙語：Distrito de Oropesa），是秘魯的一個區，位於該國南部庫斯科大區的基斯皮坎奇省，始建於1825年6月21日，面積74.44平方公里，海拔高度3,116米，2005年人口6,209，人口密度每平方公里83人。